# Stallenalm (Eben am Achensee)
Die Stallenalm ist eine Alm im Karwendel auf 1283 m ü. A. etwa auf halber Hanghöhe unterhalb der Schreckenspitze und dem Bächental auf dem Gemeindegebiet von Eben am Achensee.
Südlich im Hang befindet sich die Tannaueralm, nördlich die Steinölbrennerei. Der höher gelegene Stallenalm-Galtleger befindet sich oberhalb in Richtung Sonntagsspitze.